# 动物园交通枢纽
动物园交通枢纽位于中華人民共和國北京市西城区西二环外，西直门外大街南侧，北京动物园对面，是西直门外大街改造的配套工程。该枢纽于2004年7月投入使用，是北京第一个投入使用的大型交通枢纽。枢纽可作为12条至15条公交线路的终点站使用，目前有11条线路以此为总站；同时枢纽地下与地铁动物园站接驳。枢纽占地面积14748.9平方米，建筑面积101787平方米，地下二层，地上9至10层，其中地上二层以上用作商业开发。建筑为一个东西长215米的楔形，与西直门外大街平行。
地面层用于公交车的到发；乘客通过地上二层和地下一层的通道进入站台，以防人车混行。地下一层设有社会停车场，地上一层夹层设有自行车停车场，可提供418辆汽车和3000余台自行车的停放位置。

## 总站路线资料（公交）

### 北京公交7路
- 五间楼 ↔ 动物园枢纽站

由北京公交集團电车客運分公司營運，提供赵登禹路、闹市口、两广路等地的公交服務。1950年開通前門至白塔寺的線路，1954年延長至動物園，2004年與原25路（西直門-五間樓）合併，東端延至五間樓，現於動物園樞紐6號站台運營。

### 北京公交15路
- 天桥商场 ↔ 动物园枢纽站

由北京公交集團电车客運分公司營運，途經展覽館路、琉璃廠、虎坊橋等地。1957年7月16日開通，1958年延長至天橋商場，2001年11月23日西端延長至巴溝村西口，2004年3月23日恢復原線，現於動物園樞紐10號站台運營。

### 北京公交16路
- 二里庄 ↔ 動物園樞紐站

由北京公交集團電車客運分公司營運，途經志新路、牡丹園、薊門橋、皂君廟、北京交通大學、北下關等地。

### 北京公交19路
- 翠林小区 ↔ 动物园枢纽站

由北京公交集團电车客運分公司營運，提供展覽館路、禮士路、白紙坊、右安門等地的公交服務，前身於1957年7月6日開通，1961年分拆為27路（安定門-動物園）和19路（西直門-右安門），現於動物園樞紐8號站台運營。

### 北京公交56路
- 大观园公交场站 ↔ 动物园枢纽站

由北京公交集團电车客運分公司營運，提供展覽館路、白雲觀、广安门站、大观园等地的公交服務。本线路于2020年6月28日起正式替代45路撤出路段。

### 北京公交65路
- 北京西站 ↔ 动物园枢纽站

由北京公交集團电车客運分公司營運，提供展覽館路-三里河東路沿線的公交服務，2000年曾一度延至西直門，2004年縮短至動物園，現於動物園樞紐9號站台運營。

### 北京公交102路
- 北京南站 ↔ 动物园枢纽站

由北京公交集團電車客運分公司營運，提供途經阜成門、西單、菜市口、虎坊路的無軌電車服務。
102路的前身為1957年12月1日開通的2路无轨电车，由動物園開往西單，1970年改線至永定門火車站，1976年改為102路，現於動物園樞紐2號站台運營。

### 北京公交103路
- 北京站西 ↔ 动物园枢纽站

由北京公交集團電車客運分公司營運，提供途經阜成門、北海、故宮、王府井、崇文門的無軌電車服務。
103路的前身為1958年4月28日開通的3路无轨电车，由動物園開往崇文門，1969年延長至北京站，1976年5月1日改為103路，現於動物園樞紐1號站台運營。

### 北京公交334路
- 吳莊公交场站 ↔ 动物园枢纽站

由北京公交集團第四客運分公司營運，提供紫竹院路、西四環路、永定路沿線的公交服務。前身為1954年1月25日開通的西永路（西直門-永定路），1956年改為34路，1960年縮至動物園，1972年改為334路，現於動物園樞紐4號站台運營。

### 北京公交360路快车
- 香泉环岛 ↔ 动物园枢纽站

由北京公交集團第四客運分公司營運，提供香山、閔莊、四季青、紫竹院等地的公交服務。2004年5月16日開通，現於動物園樞紐5號站台運營。360路在2004年5月前也以動物園為終點站，此後延至西直門，其前身則為1966年開通的60路（動物園-紅旗村）。後因香山公交場站騰退，故與所有香山公交線路遷至香泉環島站始發。

### 北京公交695路
- 時代莊園北站 ↔ 動物園樞紐站

由北京公交集團第一客運分公司營運，提供北苑、奧運村、亞運村地區的公交服務。原線路为时代庄园北站 ↔ 北京西站，後於2015年7月26日縮線至動物園樞紐站，原南段線路由65路替代。

## 商业设施

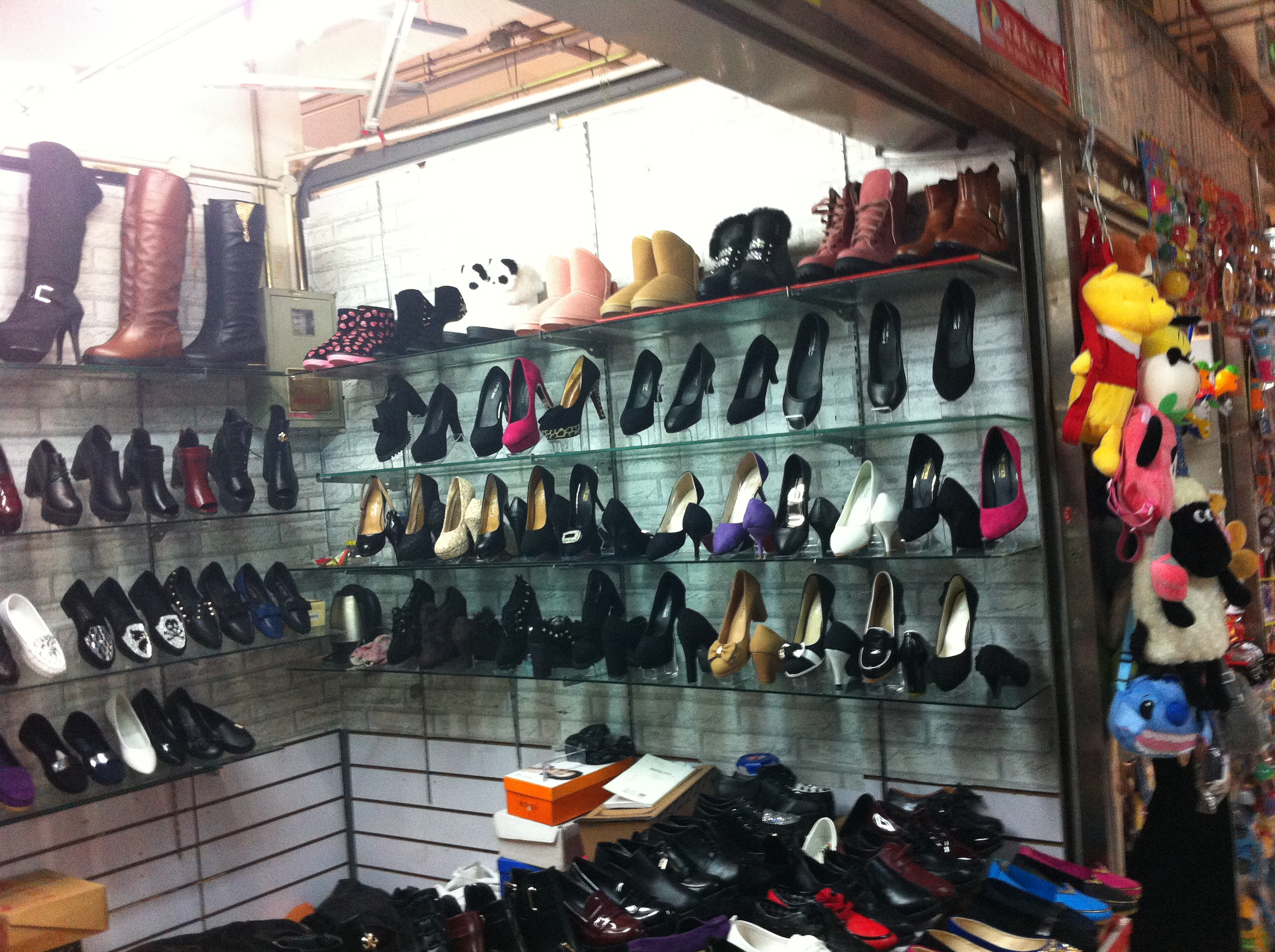
动物园枢纽上盖批发市场中的一个售鞋摊位

动物园交通枢纽地上2层及以上原为一服装批發市场，与动物园周边其他服装批发市场合称动物园服装批发市场，常被简称为“动批”。
动批2017年闭市后被改造为金融科技示范区，其中动物园枢纽上盖被改为“新动力金融科技中心”，2021年投入使用。